# Letopisy Narnie (filmová série)
Letopisy Narnie je britská filmová série založená na stejnojmenné knižní heptalogii C. S. Lewise z 50. let 20. století. V prvním desetiletí 21. století byly zfilmovány tři knihy, první snímek měl premiéru v roce 2005. Trojice filmů dohromady utržila přes 1,5 mld. USD.
Ústřední postavy série představuje skupina dětí, které se do Narnie dostávají z válečné Británie a jež tam provádí moudrý a mocný lev Aslan (animace namluvená Liamem Neesonem). Hlavní zápornou postavou je zlá Bílá čarodějnice (Jadis z Charnu, herecky ztvárněná Tildou Swinton).  
První tři filmy produkovala společnost Walden Media. První dva filmy – Letopisy Narnie: Lev, čarodějnice a skříň a Letopisy Narnie: Princ Kaspian – režíroval Andrew Adamson, třetí film Letopisy Narnie: Plavba Jitřního poutníka pak Michael Apted. Smlouva Walden Media s dědici C. S. Lewise uplynula v roce 2011 po natočení třetího filmu. 
V roce 2013 dědici uzavřeli smlouvu s novými producenty, kteří připravovali natočení dalšího filmu – The Chronicles of Narnia: The Silver Chair. Snímek měl režírovat Joe Johnston, k realizaci filmu ale nedošlo. V listopadu 2018 ohlásila společnost Netflix uzavření smlouvy s C. S. Lewis Company na přípravu nové série filmů a televizních seriálů Letopisů Narnie.

## Filmy ze série
- 2005 – Letopisy Narnie: Lev, čarodějnice a skříň – režie Andrew Adamson
- 2008 – Letopisy Narnie: Princ Kaspian – režie Andrew Adamson
- 2010 – Letopisy Narnie: Plavba Jitřního poutníka – režie Michael Apted

## Tvůrčí týmy
| Funkce         | Film                                                                 | Film                                                 | Film                                                  | Film |
| Funkce         | Lev, čarodějnice a skříň                                             | Princ Kaspian                                        | Plavba Jitřního poutníka                              |      |
| -------------- | -------------------------------------------------------------------- | ---------------------------------------------------- | ----------------------------------------------------- | ---- |
| Funkce         | 2005                                                                 | 2008                                                 | 2010                                                  |      |
| Režie          | Andrew Adamson                                                       | Andrew Adamson                                       | Michael Apted                                         |      |
| Produkce       | Mark Johnson a Phillip Steuer                                        | Mark Johnson, Andrew Adamson a Phillip Steuer        | Mark Johnson, Andrew Adamson a Phillip Steuer         |      |
| Scénář         | Ann Peacocková, Andrew Adamson, Christopher Markus a Stephen McFeely | Andrew Adamson, Christopher Markus a Stephen McFeely | Christopher Markus, Stephen McFeely a Michael Petroni |      |
| Hudba          | Harry Gregson-Williams                                               | Harry Gregson-Williams                               | David Arnold                                          |      |
| Kamera         | Donald McAlpine                                                      | Karl Walter Lindenlaub                               | Dante Spinotti                                        |      |
| Střih          | Sim Evan-Jones                                                       | Sim Evan-Jones                                       | Rick Shaine                                           |      |
| Premiéra v USA | 9. prosince 2005                                                     | 16. května 2008                                      | 10. prosince 2010                                     |      |
| Distribuce     | Walt Disney Studios Motion Pictures                                  | Walt Disney Studios Motion Pictures                  | 20th Century Fox                                      |      |

## Postavy a obsazení
| Postava                         | Herecké obsazení                                  | Herecké obsazení      | Herecké obsazení         |
| Postava                         | Lev, čarodějnice a skříň                          | Princ Kaspian         | Plavba Jitřního poutníka |
| ------------------------------- | ------------------------------------------------- | --------------------- | ------------------------ |
| Lucka (Lucy) Pevensiová         | Georgie Henley (mladá) Rachel Henley (starší)     | Georgie Henley        | Georgie Henley           |
| Edmund Pevensie                 | Skandar Keynes (mladý) Mark Wells (starší)        | Skandar Keynes        | Skandar Keynes           |
| Petr (Peter) Pevensie           | William Moseley (mladý) Noah Huntley (starší)     | William Moseley       | William Moseley          |
| Zuzana (Suzan) Pevensiová       | Anna Popplewell (mladá) Sophie Winkleman (starší) | Anna Popplewell       | Anna Popplewell          |
| Aslan                           | Liam Neeson (hlas)                                | Liam Neeson (hlas)    | Liam Neeson (hlas)       |
| Jadis, Bílá čarodějnice         | Tilda Swinton                                     | Tilda Swinton         | Tilda Swinton            |
| Pan Tumnus                      | James McAvoy                                      |                       |                          |
| Pan Bobr                        | Ray Winstone (hlas)                               |                       |                          |
| Paní Bobrová                    | Dawn French (hlas)                                |                       |                          |
| Digory Kirke                    | Jim Broadbent                                     |                       |                          |
| Ginarrbrik                      | Kiran Shah                                        |                       |                          |
| Vánoční otec (Father Christmas) | James Cosmo                                       |                       |                          |
| Oreius                          | Patrick Kake                                      |                       |                          |
| Maugrim                         | Michael Madsen (hlas)                             |                       |                          |
| Generál Otmin                   | Shane Rangi                                       |                       |                          |
| Princ Kaspian X.                |                                                   | Ben Barnes            | Ben Barnes               |
| Rípčíp                          |                                                   | Eddie Izzard (hlas)   | Simon Pegg (hlas)        |
| Trumpkin                        |                                                   | Peter Dinklage        |                          |
| Čuchomech                       |                                                   | Ken Stott (hlas)      |                          |
| Glenstorm                       |                                                   | Cornell John          |                          |
| Bulgy Bear                      |                                                   | David Walliams (hlas) |                          |
| Nikabrik                        |                                                   | Warwick Davis         |                          |
| Král Miraz                      |                                                   | Sergio Castellitto    |                          |
| Doktor Cornelius                |                                                   | Vincent Grass         |                          |
| Lord Podlštejn (Glozelle)       |                                                   | Pierfrancesco Favino  |                          |
| Prunaprismia                    |                                                   | Alicia Borrachero     |                          |
| Lord z Lichometníku (Sopespian) |                                                   | Damián Alcázar        |                          |
| Lord Scythley                   |                                                   | Simón Andreu          |                          |
| Donnon                          |                                                   | Predrag Bjelac        |                          |
| Eustác Scrubb                   |                                                   |                       | Will Poulter             |
| Tavros                          |                                                   |                       | Shane Rangi              |
| Jemain                          |                                                   |                       | Tamati                   |
| Caprius                         |                                                   |                       | Ryan Ettridge            |
| Randy                           |                                                   |                       | Morgan Evans             |
| Nausus                          |                                                   |                       | Steven Rooke             |
| Drinian                         |                                                   |                       | Gary Sweet               |
| Lilliandil                      |                                                   |                       | Laura Brent              |